# Kurt Johansson
Kurt Johansson (1960) é um matemático sueco, especializado em teoria das probabilidades. É professor de matemática no Instituto Real de Tecnologia (Estocolmo).
Obteve um doutorado em 1988 na Universidade de Uppsala, orientado por Lennart Carleson, com a tese "On Szegoe's Asymptotic Formula For Toeplitz Determinants And Generalizations".
Foi palestrante convidado do Congresso Internacional de Matemáticos em Pequim (2002: Toeplitz determinants, random growth and determinantal processes). Foi galardoado com o Prêmio Göran Gustafsson em 2002. Foi eleito membro da Academia Real das Ciências da Suécia em 2006.

## Obras
- "On Mesoscopic Equilibrium for Linear Statistics in Dyson's Brownian Motion" (1998) [7]
- ”On the distribution of the length of the longest increasing subsequence of random permutations” (1999) [8]
- ”Shape fluctuations and random matrices” (2000) [9]